# Sela Ward
Sela Ann Ward (Meridian, 11 de julho de 1956) é uma atriz, autora e produtora norte-americana, talvez mais conhecida por seus papéis na televisão como Teddy Reed sobre as Irmãs da série de TV norte-americana (1991-1996) e como Lily Manning em Once and Again (1999-2002). Ela teve um papel recorrente no drama médico House como Stacy Warner (2005-2006: 2012). Ela estrelou o drama policial da CBS CSI: NY como Jo Danville (2010-2013). Atualmente estrela a série FBI, também da CBS como a agente especial Dana Mosier.
Ward nasceu em Meridian, Mississippi. Sua mãe, Annie Kate (née Boswell), uma dona de casa, morreu de câncer de ovário em 12 de fevereiro de 2002, e seu pai, Granberry Holland "GH" Ward, Jr., um engenheiro eletricista, morreu em 13 de janeiro de 2009. Ward é a mais velha de quatro filhos com a irmã, Jenna, e dois irmãos, Brock e Granberry (Berry) III. 
Ward estudou na Universidade de Alabama, onde se apresentou como uma das líderes de torcida Crimson Tide, foi rainha do baile, juntou-se à fraternidade Chi Omega e formou-se em Artes e Publicidade.

## Carreira
Enquanto trabalhava em Nova York como um artista de storyboard para apresentações multimídia, a  Sela começou a fazer trabalhos como modelo para complementar sua renda. Ela foi recrutada pela agência Wilhelmina e logo foi destaque em comerciais de televisão que promovem Maybelline cosméticos. Ward acabou se mudando para a Califórnia para prosseguir atuando e conseguiu seu primeiro papel no cinema no Burt Reynolds, The Man Who Loved Women, lançado em 1983 seu primeiro papel regular em uma série dramática de televisão, como uma bela socialite em Emerald Point NAS, seguido no mesmo ano. No papel de Teddy Reed em Sisters, recebeu seu primeiro Emmy de Melhor Atriz em Série Dramática em 1994.

## Filmografia
| Ano        | Filme/Série                              | Papel                      | Notas         |
| ---------- | ---------------------------------------- | -------------------------- | ------------- |
| 1983       | The Man Who Loved Women                  | Janet                      |               |
| 1985       | Rustlers' Rhapsody                       | Colonel's Daughter         |               |
| 1986       | Nothing in Common                        | Cheryl Ann Wayne           |               |
| 1987       | Hello Again                              | Kim Lacey                  |               |
| 1987       | Steele Justice                           | Tracy                      |               |
| 1991–96    | Sisters                                  | Teddy Reed                 | Seriado de TV |
| 1993       | O Fugitivo                               | Helen Kimble               |               |
| 1995       | Almost Golden: The Jessica Savitch Story | Jessica Savitch            | Filme para TV |
| 1996       | Meus Queridos Presidentes                | Kaye Griffin               |               |
| 1997       | Frasier                                  | Kelly Easterbrook          | Seriado de TV |
| 1998       | Studio 54                                | Billie Auster              |               |
| 1999       | Runaway Bride                            | Pretty Woman in Bar        |               |
| 1999–2002  | Once and Again                           | Lily Manning               | Seriado de TV |
| 1999       | The New Batman Adventures                | Page Monroe/Calendar Girl  | Seriado de TV |
| 2000       | Catch a Falling Star                     | Sydney Clark/Cheryl Belson | Filme para TV |
| 2004       | Dirty Dancing 2 - Noites de Havana       | Jeannie Miller             |               |
| 2004       | O Dia depois de Amanhã                   | Dr. Lucy Hall              |               |
| 2004       | Suburban Madness                         | PI Bobbi Bacha             | Filme para TV |
| 2005–06–12 | House MD                                 | Stacy Warner               | Seriado de TV |
| 2006       | The Guardian (filme)                     | Helen Randall              |               |
| 2009       | The Stepfather (2009)                    | Susan Harding              |               |
| 2010–2013  | CSI: NY                                  | Jo Danville                | Seriado de TV |
| 2018       | FBI                                      | Dana Mosier                | Seriado de TV |

Também participou das séries: Rescuers: Stories of Courage — Two Women”, The Reef”, “Double Jeopardy”, “Killer Rules”, “The Haunting of Sarah Hardy”; “Bridesmaid”; “King of Love”, “Emerald Point, N.A.S”

## Prêmios
Em 1994 ganhou um Emmy por sua atuação na série “Sisters”.
Em 1996 ganhou o prêmio de Melhor atriz principal em uma série dramática,“Sisters” Screen Actors Guild Award.
Em 2001 Sela Ward ganhou um Golden Globe (Globo de Ouro) por seu papel como Lily Manning na série “Once and Again”, além do Emmy Award de 2000.